# Odesskoje
Odesskoje (russisch Оде́сское) ist ein Dorf (selo) in der Oblast Omsk in Russland mit 6148 Einwohnern (Stand 14. Oktober 2010).

## Geographie
Der Ort liegt etwa 90 km Luftlinie südsüdwestlich des Oblastverwaltungszentrums Omsk im südlichen Teil des Westsibirischen Tieflands, etwa 12 km von der Staatsgrenze zu Kasachstan entfernt.
Odesskoje ist Verwaltungszentrum des Rajons Odesski sowie Sitz der Landgemeinde Odesskoje selskoje posselenije, zu der außerdem die Dörfer Antambek (8 km südwestlich) und Slawgorodka (11 km südlich) gehören.

## Geschichte
Das Dorf wurde 1906 (nach anderen Angaben bereits 1904) von Umsiedlern aus dem Südwesten des Russischen Reiches, den Gouvernements Cherson, Poltawa und Jekaterinoslaw gegründet und nach der damals zum Gouvernement Cherson gehörenden Stadt Odessa (heute Ukraine) zunächst als Nowaja Odessa („Neu-Odessa“) bezeichnet.
Am 25. Mai 1925 wurde der Ort bereits unter der heutigen Namensform Verwaltungssitz eines nach ihm benannten Rajons.

### Bevölkerungsentwicklung
| Jahr | Einwohner |
| ---- | --------- |
| 1939 | 1500      |
| 1959 | 3693      |
| 1970 | 4119      |
| 1979 | 5046      |
| 1989 | 6000      |
| 2002 | 6098      |
| 2010 | 6148      |

Anmerkung: Volkszählungsdaten

## Verkehr
Odesskoje liegt an der Regionalstraße 52A-5 von Omsk, die gut 15 km südwestlich die Grenze erreicht und in Kasachstan als A13 nach Kökschetau führt. Die nächstgelegenen Bahnstationen befinden sich in und um Omsk an der Transsibirischen Eisenbahn.